# Calypso (Carolina del Nord)
Calypso és una població dels Estats Units a l'estat de Carolina del Nord. Segons el cens del 2000 tenia 410 habitants.

## Demografia
Segons el cens del 2000, Calypso tenia 410 habitants, 178 habitatges i 111 famílies. La densitat de població era de 163,2 habitants per km².
Dels 178 habitatges en un 24,7% hi vivien nens de menys de 18 anys, en un 50,6% hi vivien parelles casades, en un 12,4% dones solteres, i en un 37,1% no eren unitats familiars. En el 28,7% dels habitatges hi vivien persones soles el 17,4% de les quals corresponia a persones de 65 anys o més que vivien soles. El nombre mitjà de persones vivint en cada habitatge era de 2,3 i el nombre mitjà de persones que vivien en cada família era de 2,87.
Per edats la població es repartia de la següent manera: un 21% tenia menys de 18 anys, un 6,6% entre 18 i 24, un 26,6% entre 25 i 44, un 24,1% de 45 a 60 i un 21,7% 65 anys o més.
L'edat mediana era de 41 anys. Per cada 100 dones de 18 o més anys hi havia 94 homes.
La renda mediana per habitatge era de 26.667 $ i la renda mediana per família de 31.875 $. Els homes tenien una renda mediana de 25.865 $ mentre que les dones 19.583 $. La renda per capita de la població era de 13.244 $. Entorn del 12,5% de les famílies i el 14,9% de la població estaven per davall del llindar de pobresa.

## Poblacions més properes
El següent diagrama mostra les poblacions més properes.